# 24 cuadros (película de 2017)
24 cuadros (título original en persa: ۲۴ فریم‎, título internacional: 24 Frames) es una película experimental iraní de 2017 dirigida por Abbas Kiarostami. Fue su último largometraje antes de su muerte en julio de 2016. Se mostró póstumamente en la sección Eventos del 70 aniversario en el Festival de Cine de Cannes de 2017.

## Estreno
24 cuadros se estrenó en el 70.º Festival de Cine de Cannes el 23 de mayo de 2017. En los Estados Unidos, Janus Films comenzó el estreno limitado de la película el 2 de febrero de 2018 en la Film Society of Lincoln Center.

### Recepción de la crítica
En el sitio web del agregador de reseñas Rotten Tomatoes, la película tiene un índice de aprobación del 92% basado en 53 reseñas, con una calificación promedio de 7.6/10. El consenso crítico del sitio web dice: "24 cuadros ofrece a los fanáticos de Kiarostami un recordatorio final y conmovedor de lo que hizo de este cineasta un talento para atesorar". En Metacritic, que asigna una calificación normalizada a las críticas, la película tiene una puntuación media ponderada de 77 sobre 100, basada en 15 críticos, lo que indica "críticas generalmente favorables".